# Abdoulaye Méïté
Abdoulaye Méïté (Párizs, 1980. október 6. –) francia születésű elefántcsontparti labdarúgó, jelenleg a West Bromwich Albion játékosa.

## Sikerei, díjai
- 2004 UEFA-kupa döntős (Olympique de Marseille)
- 2005 UEFA Intertotó-kupa győztes (Olympique de Marseille)
- 2006 Francia Kupa döntős (Olympique de Marseille)